# 中国蓝星集团
中国蓝星（集团）股份有限公司（英語：China National Bluestar (Group) Company Limited），中國化工集團公司旗下公司，1984年由政府轄下化工部批准創立，總部當時位於甘肅省蘭州市清洗專業公司，由任建新出任。提供了清洗轎車專業服務，1996年，開始搬遷至北京總部，並會陸續收購合併企業，先後收購星火化工厂等10多家国有大中型企业，同時把旗下藍星清洗（興蓉投資(000598.SZ)前身）上市。
2004年，和另外化工公司組成中國化工集團公司，2005年，開始進軍海外產業，包括收購法国安迪苏公司、罗地亚公司有机硅及硫化物业务、澳大利亞凱諾斯等企業。2008年，美國黑石集團收購20%股權，成為合營企業，2009年，把旗下上市公司藍星清洗出售給兴蓉投资，同時購回所有業務；之後在2010年，曾把旗下蓝星安迪苏安排到香港上市，後來由於市況不佳而擱置上市；而在2011年，完成收購挪威埃肯公司所有企業。
唯一最大併購失敗的，便是韓國雙龍汽車，因為受到工會和債權銀行朝兴银行談判破裂，所以對這項交易正式失效，相信是同年被上海汽车工业（集团）总公司收購雙龍汽車成功後，嚴重投資失誤有關。
另外，中国蓝星集团也是投資2家速食餐廳業務，馬蘭拉麵（蘭州牛肉麵）及濟公沙鍋（沙鍋兩種小吃）是北京著名快餐重點品牌，使廣受大眾市民歡迎。